# Grisons italiens

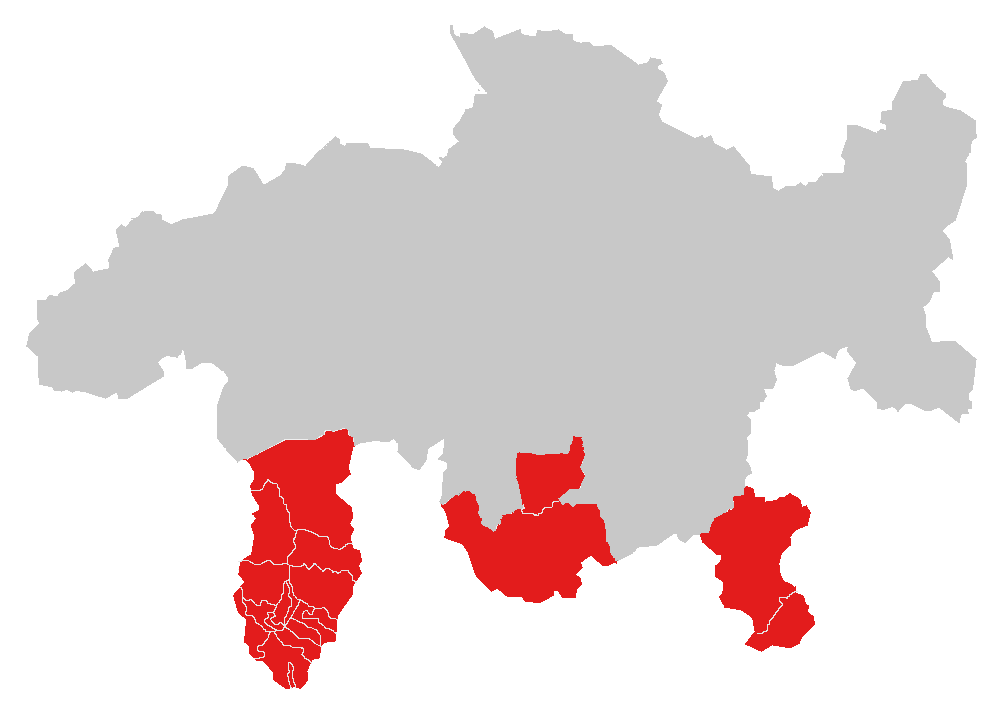
Les Grisons italiens sur une carte du canton des Grisons.

Les Grisons italiens (en italien : Grigionitaliano ou Grigioni italiano ; en allemand : Italienischbünden ; en romanche : Grischun talian ; en lombard : Grisun talian ou Grisgiun itaglian) est la région du canton des Grisons, en Suisse, où l'italien et le lombard sont parlés. Avec le Tessin, ils forment de la Suisse italienne. 
Situé dans la partie la plus méridionale du canton, il comprend les régions de Moesa (à l'ouest) et de Bernina (à l'est) ainsi que Bivio (ex-commune fusionnée au sein de la commune de Surses), dans la région d'Albula et la commune de Bregaglia, dans la région de Maloja. Elle compte une population d'environ 15 000 habitants, dont plus de 85 % parlent italien et/ou lombard.

## Géographie
Les trois régions qui composent les Grisons italiens sont séparées par des montagnes, isolées du reste du canton ainsi que les unes des autres. En raison de leur éloignement et du manque de possibilités économiques, l'émigration a toujours été un problème grave et, même aujourd'hui, plus de la moitié des personnes nées dans les Grisons italiens vivent et travaillent en dehors de la région, dans le canton à prédominance italophone du Tessin.

## Éducation
La domination de la langue italienne dans le canton a diminué ces dernières années, en particulier à l'est dans les deux régions les plus éloignées du Tessin. Cela résulterait de l'immigration de germanophones dans les régions traditionnellement italophones, de la diffusion des médias de masse en langue allemande et de l'absence d'établissements d'enseignement secondaire qui enseignent en italien dans les Grisons.
Pro Grigioni Italiano (it), une organisation créée en 1918 pour promouvoir la langue et la culture italiennes dans les Grisons, est officiellement reconnue par le gouvernement cantonal comme représentant la minorité indigène italophone du canton.